# Вукан Чупић
Вукан Чупић (1920 — 1981) био је оснивач и дугогодишњи директор Института за мајку и дете у Београду. Институт је сада једна од водећих дечијих установа у региону, захваљујући проф. Чупићу.
Чупић је Институт основао 1961. са још неколико колега педијатара. Био је дугогодишњи начелник одељења педијатријске интезивне неге. Лично се залагао за развој дечије хирургије у Институту, па и шире.
Проф. др Вукан Чупић је сахрањен у Алеји заслужних грађана на Новом гробљу у Београду.
Проф. Чупић се својим залагањем истакао као један од најбољих педијатара на простору бивше Социјалистичке Федеративне Републике Југославије, створивши угледну здравствену установу у којој се лечи половина деце из Србије, и још више деце са простора бивше СФРЈ.